# نيلة صينية
نِيْلَة صينية أو بَطْبَاط صيني أو شَبَطْبَاط نوعٌ من النباتات المزهرة في البطباطية . موطنها أوروبا الشرقية وآسيا. يُستخرج منه صباغ نيلي شائع الاستعمال في بلاد الشرق الأقصى.
كانت الأوراق مصدر صبغة النيلة. فاستُخدمَت في عهد زو الغربية (1045 - 771 قبل الميلاد)، وبقيت أهم صبغة زرقاء في شرق آسيا حتى وصول نيلة من الجنوب.

## معرِض الصور

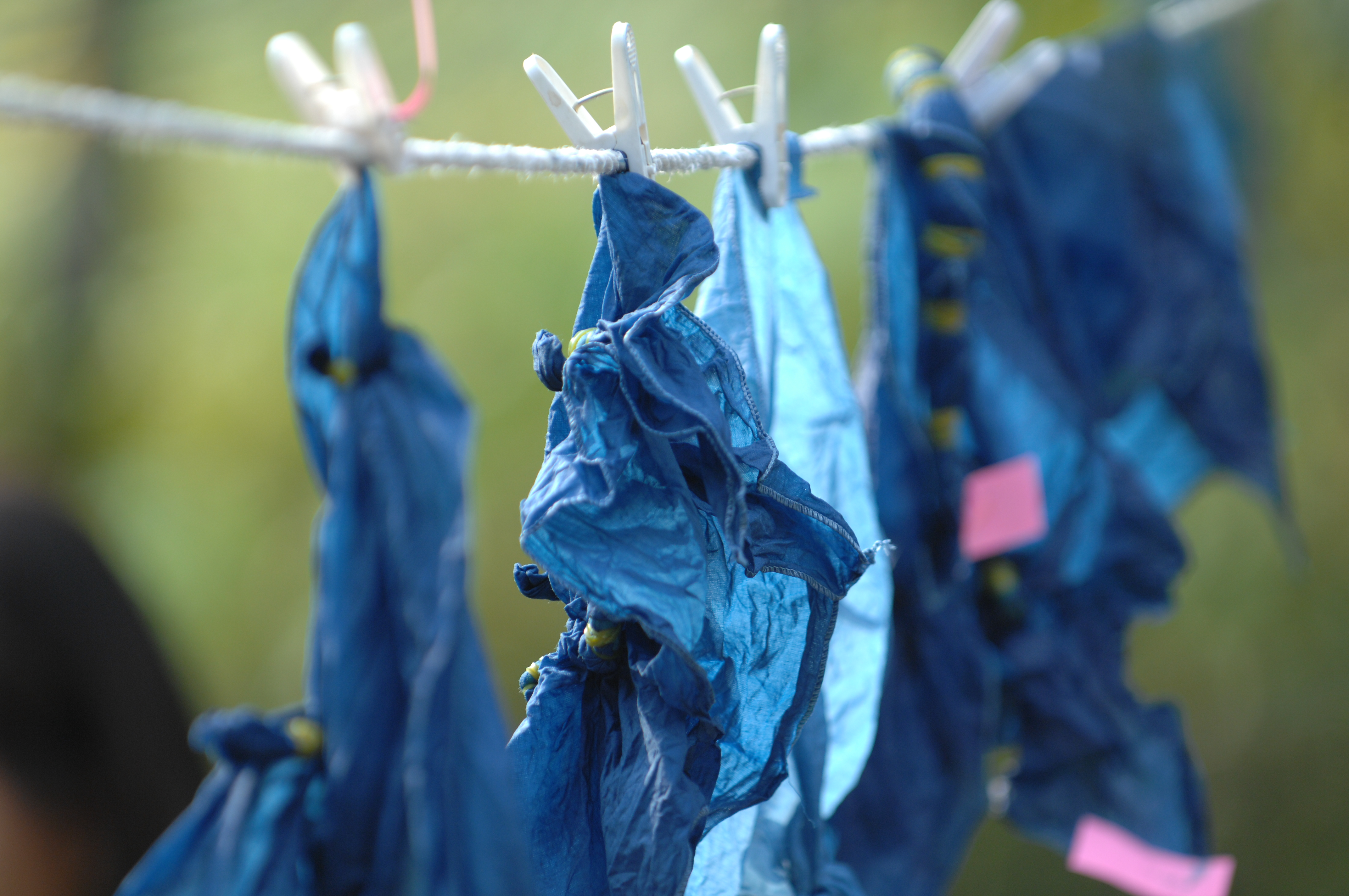
صباغ طبيعي أزرق كوري